# Око
Вижте пояснителната страница за други значения на Око.
Око (на латински: oculus, на гръцки: ophthalmos) е чифтен сетивен орган при човека и животните, който притежава способност да възприема електромагнитното излъчване на светлинните вълни и така да обезпечава основната сетивна и когнитивна функция – зрението. При човека органът око е само компонент на цялостния зрителен апарат, който включва периферен, проводников и централен отдел. При различните организми очите са устроени по различен начин. Единствената функция на най-просто устроените очи е да разграничава тъмнина и светлина. По-сложно устроените предполагат по-развито зрение. Най-висшеустроени видове от класовете Бозайници, Птици, Влечуги и Риби имат по две очи, които могат да са разположени в една равнина и дават възможност за възприемане на триизмерен образ (стереозрение), както е например при човека. При други видове – като заека и хамелеона – очите са в различни равнини и виждат два отделни образа (монокулярно зрение). Посредством очите организмът набавя около 90% от информацията в околния свят.
Зрителният орган представлява периферната част на зрителния анализатор. Освен очната ябълка органът на зрението се състои от допълнителни елементи, които имат и защитна функция в процеса на управление на зрението. Предаването на информацията от окото става по проводни пътища (зрителен нерв) до корови и подкорови центрове (в главния мозък).

## Устройство на очите
В природата устройството е подчинено на функцията. Окото трябва да възприема светлината с нейната посока и допълнителни явления. Зрението като функция е търпяло постоянно усъвършенстване в процеса на еволюцията, поради което сега живеещите същества притежават очи на различно ниво на устройство. Най-големи и с най-съвършена оптика са очите на съвременните гръбначни и главоноги мекотели. При гръбначните нервните влакна, събиращи и отвеждащи зрителната информация, се намират пред реагиращите на светлина рецепторни клетки. Така рецепторните клетки са обърнати в посока, обратна на разпространението на светлината; такъв тип разположение се нарича обратно или ориентация тип Инвертирано око. При мекотелите (напр. пиявицата) редът е прав – рецепторните клетки се разполагат към светлинния източник и пред проводните нервни влакна. Такъв тип ориентация се нарича Конвертирано око и се смята за по-незряла в еволюционно отношение, тъй като се счита, че защитеността (и от това еволюирането) на клетките при инвертираното око е значително по-голяма.

## Устройство на фасетните очи
Фасетните очи са сложен тип чифтен зрителен орган, който се среща основно при членестоногите. Съставени са от множество структурни единици наречени оматидии. Всеки оматидий е изграден от роговица, стъкловиден конус, чувствителни клетки, пигментен слой и зретелен нерв. Всеки един елемент приема образа частично, като пиксел, след което цялостната картина от всички оматидии се получава в нервен център (протоцеребрум). Оматидиите представляват шестоъгълни удължени телца долепени плътно едно за друго като фасетки. Оттук идва и наименованието на този тип очи. При повечето ракообразни фасетните очи са разположени върху подвижни израстъци, за разлика от насекомите, при които са неподвижно разположени в предната част на главата. Обвити са от кутикулна капсула, която ги придържа здраво към главата. Повърхността на сложното око е покрита с нежни косъмчета излизащи от края на фасетките. Те обаче не пречат на насекомото да вижда. Очите при различните видове насекоми са изградени от различен брой оматидии. При мравката работничка те са около 100, при домашната муха – около 4000, при пеперудите – до 17 000, а при водното конче до 30 000. При медоносната пчела се наблюдава и различие в броя при отделните представители на семейството. Така например работничките имат 6300, царицата 4900, а търтеите 13 000.
В нервната система се събира цялата информация от различните оматидии и се получава единно изображение. Поради малката леща този тип око е с ограничена разделителна способност. Въпреки това обаче фасетните очи са много чувствителни към промените в светлината и движението. Те са в състояние да възприемат някои цветове, ултравиолетовите лъчи и светлинната поляризация.

### Типове фасетни очи
Според приспособеността за дневно и нощно виждане, се делят на два типа – съответно апозиционни и суперпозоционни. Разликите са морфологични и физиологични.

#### Апозиционни
При този тип светлината попада върху рабдома само през роговицата. Изолиращият пигментен слой е разположен по дължината на оматидия.

#### Суперпозиционни
Количеството светлина попадаща върху рабдома е по-голямо, тъй като тя навлиза освен отпред през роговицата, и отстрани. Това повишава светлинната чувствителност за сметка на остротата на зрението. Пигментът може да се разпредели равномерно по дължината на оматидия или да се концентрира на едно място. Способността пигмента да се придвижва към ретината, създава възможност суперпозиционните очи да се превръщат в апозиционни.
От своя страна суперпозиционните фасетни очи се делят на оптикосуперпозиционни и невросуперпозиционни.

## Устройство на очите при гръбначните животни
| 1 – Задна камера 2 – Назъбен край 3 – Ресничест мускул 4 – Ресничест пояс 5 – Шлемов канал 6 – Зеница 7 – Предна камера 8 – Роговица 9 – Ирис 10 – Кора на лещата 11 – Ядро на лещата 12 – Ресничест венец 13 – Конюнктива 14 – m. obliqus bulbi ventralis 15 – m. rectus bulbi ventralis |  | 16 – m. rectus bulbi medialis 17 – Артерии и вени на ретината 18 – Сляпо петно 19 – Твърда мозъчна обвивка 20 – Централна артерия на ретината 21 – Централна вена на ретината 22 – Зрителен нерв 23 – Вортикозна вена 24 – Влагалище на очната ябълка 25 – Жълто петно 26 – Централна ямка 27 – Склера 28 – Съдова обвивка 29 – m. rectus bulbi dorsalis 30 – Ретина |

Очната ябълка е комплексен орган с кълбовидна форма, която е леко приплесната във вертикално направление. Лежи в орбитата непосредствено зад клепачите. Зад нея се намира ретробулбарното пространство, което е запълнено с мускули, фасции, нерви, кръвоносни съдове и мастна тъкан.
Очната ябълка се състои от:
- Очна стена – изградена е от три обвивки:
  - Външна (влакнеста) – tunica fibrosa
  - Средна (съдова) – tunica vasculosa
  - Вътрешна (нервна) – tunica interna s. nervea
- Ядро (очно съдържание), съставено от:
  - Стъкловидно тяло – corpus vitreum
  - Леща – lens crystallina
  - Вътреочна течност – humor aquosus

### Очна стена

#### Външна обвивка
Нарича се склерокорнейна обвивка, понеже е съставена от склера и роговица.

##### Склера
Съставя около 80% от цялата външна обвивка и заема задната ѝ част. Тя е непрозрачна, плътна и бедна на кръвоносни съдове. Назад склерата преминава в дуралната обвивка на очния нерв, а напред в роговицата. Склерата оказва механична защита на меките тъкани и съдържанието на очната ябълка, поддържа нейната еластичност и поддържа формата ѝ. Към склерата са заловени повечето очни мускули.

##### Роговица
Роговицата образува предната прозрачна част на очната ябълка. Изпъкнала е напред като кривината ѝ е по-голяма от тази на склерата. Лишена е от кръвоносни съдове, но е богато снабдена с нерви. Изхранва се от съдовата мрежа разположена около нея, от течността на предната камера и от сълзите на окото. Основното предназначение на роговицата е да пропуска и пречупва светлинните лъчи. Тя е важна част от диоптричния апарат на окото и предпазва очната ябълка от вредни въздействия.

#### Съдова обвивка
Съдовата обвивка е известна още с името увеален тракт или увеа (на латински: uvea грозд). Причината за това е, че след отстраняване на фиброзната обвивка, средната обвивка остава да виси на зрителния нерв подобно на гроздено зърно. Състои се от три отделни части – ирис, ресничесто тяло и хориоидея.

##### Ирис
Това е предната част на увеята, която се спуска отвесно под формата на завеса между роговицата и лещата. В средата се образува отвор известен като зеница (pupilla). Зеницата има различна форма – от кръгла до напречно елиптична и дори до отвесна цепка. С промяна на големината на зеницата ирисът изпълнява ролята на бленда, предпазваща ретината от прекомерно осветяване.

##### Ресничесто тяло
Намира се между ириса и хориоидеята. Състои се от задна част, основна плочка и ресничест венец. Последният спуска нишки към лещата като образува окачвателния ѝ апарат. В основата на плочката се намира цилиарен мускул, който има важна роля при акомодацията.

##### Хориоидея
Хориоидеята е задната най-голяма част от съдовата обвивка. Тя участва в изхранването на ретината. Поради тъмния си цвят тя спомага в образуването на тъмна камера, която регулира преминаването на светлината само през зеницата и предотвратява разсейването на светлинните лъчи.

#### Вътрешна обвивка
Това е светлинновъзприемащия слой на очната ябълка. Простира се от очната папила до зеничния ръб на ириса.

##### Зрителна част
Това е тънка, прозрачна розова мембрана, която прилепва плътно върху хориоидеята. Върху задната повърхност се различават диск (папила) на зрителния нерв и жълтото петно (macula lutea). Очната папила е мястото, където се образува очния нерв преди да напусне очната ябълка. Жълтото петно притежава леко вдлъбване (fovea centralis) като това е структурата, с която най-ясно виждаме и четем. Зрителната част на ретината има сложен хистологичен строеж. Съставена е от 10 пласта.

##### Сляпа част
Тази част е значително по-тънка, лишена от нерви и е съставена само от епителни клетки, съдържащи пигмент.

### Ядро на очната ябълка

#### Леща
Лещата на окото представлява безцветно, прозрачно, двойно изпъкнало белтъчно образувание. Съставена е от изцяло видоизменени епителни клетки без съединителна тъкан и кръвоносни съдове. Изхранването ѝ се извършва чрез осмоза от камерната течност и в по-малка от стъкловидното тяло. Предната повърхност на лещата е по-слабо изпъкнала от задната. Отвън е обхваната от прозрачна и еластична мембрана. Расте чрез бавно непрекъснато образуване на нови епителни клетки върху предната повърхност и изтласкване и сбиване на стари, видоизменени и лишени от ядра епителни клетки.
Лещата е структурата с най-голямо белтъчно съдържание в човешкия организъм  – до 35%. Богата е на калций и фосфор. Тя е важна част от диоптричния апарат на очната ябълка и заедно с цилиарния мускул, ресничестото тяло и влакна осъществява акомодацията.

#### Стъкловидно тяло
Стъкловидното тяло е прозрачна, хомогенна, водниста течност (1% хидрофилни полизахариди и белтъци и 99% вода), лишена от съдове и нерви. Заема голяма част от вътрешността на очната ябълка, лежи зад лещата и цилиарното тяло, плътно прилепнало до ретината. Стъкловидното тяло представлява хидрофилен гел, съдържащ до 99% вода, свързана с протеини и мукополизахариди. То поддържа постоянството на обема на очната ябълка, прикрепва ретината към хориоидеята и участва в обмяната на вътреочна течност.

#### Очни камери
Очните камери са две – предна и задна. Предната е разположена между корнеята и ириса. Задната се намира между задната повърхност на ириса, цилиарното тяло, предната повърхност на лещата и стъкловидното тяло. При зеничния отвор двете камери се свързват помежду си.
И двете камери са изпълнени с бистра безцветна течност. Тя почти не съдържа белтъчини и клетъчни елементи.

## Защитни и помощни органи на окото

### Орбита и периорбита
Очната орбита е костна пластина разположена между мозъчната и лицевата част на черепа. За разлика от човека и маймуните, при които очницата е обкръжена изцяло от кости, при останалите животни тя има кости само медиално и назовентрално. Там където липсват костни стени те са заместени от по-уплътнена периорбита. При някои видове тя може да представлява сухожилна орбитална връзка.

### Мастни възглавнички
Около окото се намират две мастни възглавнички. Първата (corpus adiposum extraorbitale) лежи извън периорбитата и предпазва окото от натиск на дъвкателните движения на долната челюст. Втората (corpus adiposum extraorbitale) лежи между периорбитата и очната ябълка.

### Фасции
Очната ябълка и мускулите около нея са обвити от три фасции – повърхностна, дълбока и булбова (Тенонова)

### Клепачи
Клепачите обикновено са два (горен – palpebra superior и долен – palpebra inferior), при много видове животни има и допълнителен трети (palpebra tertia или membrana nictitans).
Горните и долните клепачи се спускат от съответните орбитални ръбове и се срещат в хоризонтално разположената клепачна цепка. Свободният ръб на клепача има два канта – преден и заден като на предния са разположени ресници (cilia). Латерално и медиално клепачите се съединяват като при това се образуват два очни ъгъла. По вътрешния кант на клепачите са намират слъзни точици. Всеки от двата клепача са съставени от четири слоя – кожен, мускулен, съединителнотъканен (тарзус) и конюнктивен.
Движението на клепачите се осъществява от няколко мускула както следва:
- m. orbicularis oculi – осъществява пълното затваряне на клепачната цепка.
- m levator palpebrae superioris – повдига горния клепач.
- m. tarsalis superior
- m. corrugator supercili – тегли горния клепач нагоре и навътре.
- m. depressor palpebrae inferioris – тегли долния клепач надолу.
- m. tarsalis inferior – тегли долния клепач надолу.

Клепачите изпълняват важна защитна функция като покриват голяма част от предната повърхност на очната ябълка.

### Трети клепач
Разположен е медиалния очен ъгъл и е съставен от вертикална гънка на конюнктивата, в която е включена хрущялна пластинка. По вътрешната повърхност са разположени разпръснати лимфни фоликули. С третия клепач са и две тясно свързани жлези – gl. palpebrae tertiae (nictitantis) и gl. Horderi. Първата се намира в повърностния слой на структурата на клепача. Отделя серозен секрет подобен на сълзите. Хордеровата жлеза се намира извън клепача, но изводните и канали се намират в булбовата му повърхност. При различните видове животни отделя различен секрет и бива маста, муцинозна, серомуцинозна или смесена.
Третият клепач няма собствена мускулатура и се движи пасивно върху орбитата при неговото издърпване от m. retractor bulbi.

### Конюнктива
Конюнктивата представлява съединителната лигавица между клепачите и предната повърхност на очната ябълка. Представлява нежна розова или бледрозова ципа, богата на кръвоносни съдове и нервни разклонения. Предимно в клепачната и преходната конюнктива са разположени множество чашковидни клетки, лимфни фоликули и слъзни жлезички. Конюнктивата улеснява подвижността на очната ябълка и участва в нейната клетъчна и хуморална защита.

### Слъзен апарат
Съставен е от слъзната жлеза, разпръснатите в конюнктивата и около третия клепач допълнителни слъзни жлези и слъзоотводящите пътища.
Слъзната жлеза (glandula lacrimata) е разположена в дорзалната част на очната орбита във вдлъбнатина на челната кост. По структура е тубулоацинозна жлеза единична или съставена от няколко части. Изводните и канали се отварят в латералната половина на горния клепач. При мигането сълзите обливат предната повърхност на очната ябълка и се събират в медиалния очен ъгъл, където се намира слъзното езерце (lacus lacrimalis). Сълзите се просмукват през слъзните точки (puncta lacrimalia) и попадат в слъзните каналчета (canaliculi lacrimales), а оттам се събира в слъзната торбичка (saccus lacrimalis) на слъзната кост. В долния си край торбичката се стеснява и преминава в носнослъзния канал (ductus nasolacrimalis). Завършва в носната кухина.
Сълзите са секретът произвеждан от слъзната жлеза. Те играят важна роля в поддържането на постоянна влажност на конюнктивата и роговицата, механично отмиване на чуждите тела и бактерициден ефект.

### Двигателен апарат на очната ябълка
Двигателният апарат на очната ябълка се състои от 7 мускула:
- Прави (m.m. recti bulbi dorsalis, ventralis, lateralis et medialis) – четири мускула разположени в четирите страни около очната ябълка.
- Коси (m.m. obliqui bulbi dorsalis et ventralis) – два коси мускула разположени над и под очната орбита.
- Теглич (m. retractor bulbi).

Очните мускули осъществяват движението на очната ябълка около три оси – хоризонтална, вертикална и преднозадна. Движат ябълката навън, навътре, нагоре, надолу и ротационно. Тегличът издърпва очната ябълка навътре като образува временен енофталм.

### Зрителни нервни пътища
Зрителните нервни пътища провеждат светлинните дразнения от двете ретини до коровото зрително поле.
Зритеният нерв (n.opticus) е бяло мозъчно вещество, което започва от ретината и се образува от дългите изръстъци на мултиполарните ганглийни клетки от третия слой на ретината. Събират се в очната папила и преминават като снопчета през решетъчната пластинка на склерата. Нервът напуска очната ябълка като бива обвит от трите главномозъчни обвивки. Минава през foramen opticum и достига до базалната повърхност на мозъка. Тук двата нерва кръстосват влакната си при т.нар. зрително кръстовище (chiasma opticum). При птиците кръстосването е пълно, докато при други животни се кръстосват само назалните половини на нерва. Оттук продължава зрителния ствол (tractus opticus), който достига основно до субкортикалните зрителни центрове на мозъка.

## Физиологични особености на зрителния орган
Обработката на зрителната информация е сложен процес. Възникването и усъвършенстването на механизмите за възприемане и обработка на зрителна информация са били паралелни. Като пряко следствие животните със сложни очи имат голям и сложен мозък, като очите и мозъка са близко разположени. Може да се каже, че главният мозък се е развил като концентрация на нервни клетки между очите и устата.

### Зрително възприятие
При възбуда със светлинен дразнител в ретината възникват фотохимични, химични, електрически и ретиномоторни явления.
Светлинните лъчи, попаднали в ретината, предизвикват разпадане на зрителните пигменти. Това са родопсинът при пръчиците и йодопсинът при конусчетата. Родопсинът е около 1000 пъти по-чуствителен от йодопсина и поради това играе основна роля при нощното виждане. Разпада се на две части – опсин (белтъчна компонента) и ретинин (каротиноид, алдехид на витамин А). Йодопсинът също се разпада на белтъчна група и цветно вещество. Той силно поглъща червените лъчи и е свързан с дневното и цветно зрение.
Разпадането на зрителните пигменти предизвиква дразнене на нервните рецептори на ретината. Дразненето се предава, чрез биполарните към мултиполарните клетки, чиито израстъци образуват зрителния нерв. По зрителния път дразненето постъпва в субкортикалните и кортикалните зрителни центрове, където се осъществява зрителното възприятие.
Зрителният орган може да се приспособява към силата на дразнителя. В резултат на тази способност предметите могат да се видят както при ярко, така и при слабо осветление. Това свойство на окото се нарича адаптация.

### Рефракция
Рефракция се нарича анатомическата способност на оптичната система на окото (роговица, камерна течност, леща, стъкловидно тяло) да пречупва светлинните лъчи и да ги събира в една точка на ретината.

### Акомодация
Това е способност на окото да вижда ясно предметите, които се намират на различно разстояние. Зависи от физиологичните особености на окото. Главната роля в този процес изпълнява лещата, която чрез изменение на кривината си променя в различна степен пречупването на преминаващите през нея лъчи. Промените в кривината на лещата зависят от състоянието на цилиарния мускул. При съкращаването на неговите влакна, точките на прикрепването му се сближават. Поради своята еластичност лещата става по-изпъкнала. Това води до увеличение на нейната пречупвателна способност. Освен в лещата настъпват и редица промени в други части на очната ябълка. Така например зеницата се стеснява, предната камера се уплътнява в центъра и се разширява.

### Монокулярно и бинокулярно зрение
При монокулярното зрение предметите се възприемат само с едното око. Това не дава цялостна представа за тях, поради плоското изображение, което се вижда. Бинокулярното зрение дава ясно изображение на предметите във височина, широчина и дълбочина. То се получава в резултат на пресичането на зрителните оси в точката на разглеждания предмет. Бинокулярното зрение е характерно за животните, при които очните орбити са разположени в лицевата част на черепа. При голяма част от животните орбитите са странично разположени на черепа. Зрителните оси при тях са раздалечени и предметите се разглеждат отделно с всяко око.

## Видови особености на очите
При безгръбначните животни се наблюдава най-голямо разнообразие на органите за зрение. Голяма част от низшите типове не притежават анатомичен орган, който да отговаря за зрението. При друга част са се развили зрителни петна в предната част на тялото, които в по-голямата си част улавят само светлината без да могат да виждат образи. Такива типове нисши животни са ротатории и хоботопридвижващи се. При членестоногите се развиват фасетните очи като основен орган на зрение. Допълнително обаче много от тях притежават и прости очи от 1 до 3 на брой разположени в горната или теменната част на главата. Ракообразните например имат допълнително науплисово око. Медоносната пчела има три допълнителни прости очи съставени от изпъкнала леща. Фасетното око дава мозаечен образ на картината, докато простото око придава остротата на образа.
Паяците обикновено разполагат с осем прости очи, различни от фасетъчните при насекомите. Всяко от тях има леща и ретина. Степента на виждане на тези очи е сравнително бедна поради това, че не могат да различават форми, а само движещи се обекти. При паяците от семейството Salticidae, четири от осемте очи са насочени фронтално, останалите са по-големи и насочени напред. Освен това очите на тези паяци са подвижни. Това се осъществява от система от шест мускула, които могат да движат всяко око в различни посоки и осигуряват визия на паяка в поле от 360 градуса. Така той може да дебне плячката без да движи тялото.
При главоногите очите наподобяват тези на гръбначните и е отличен пример за конвергентна еволюция. При калмарите от род Architeuthis диаметърът им достига до 25 cm. Състоят се от роговица, леща, ирис, предна и задна камера, ретина с пръчици. С помощта на ресничест мускул очите се акомодират, като лещата се премества напред и назад (поподобен начин се извършва акомодацията и при рибите). Ретината е различна от тази на бозайниците поради това, че липсва мъртва точка на ретината. Причината е, че нервните влакна излизат зад нея. Очната ябълка при главоногите е неподвижна поради отсъствието на мускули, които да я движат. При охлювите устройството на окото наподобява това на главоногите.
При хордовите животни се наблюдава простото око, характерно и за човека. При рибите и земноводните то е най-просто устроено, като в хода на еволюцията при по-висшите типове гръбначни допълнително е усъвършенствано. При безчерепните организми зрителният орган е представен от нечифтно пигментно око, намиращо се в предния край на мозъка. При кръглоустните очите са слабо развити и нямат склера и корнеа. При рибите очната ябълка има развита допълнителна обвивка наречена аргантея. При земноводните се появяват клепачи. Лещата е изпъкнала, поради което очите са пригодени за далечно виждане. Очите се акомодират от малък мускул движещ лещата напред и назад. При влечугите за първи път се появява пектен в стъкловидното тяло. При птиците акомодацията се осъществява от цилиарни мускули, имат пектен в стъкловидното тяло. При бозайниците очите наподобяват тези на птиците с това, че липсва пектен.

## Ембрионален произход
Първоначалните заложби на очите представляват очните мехурчета, които израстват от предната част на зачатъка на мозъка наречена прозенцефалон. След разделянето му на мезенцефалон и диенцефалон очните мехурчета остават свързани с диенцефалона с помощта на кухи дръжки. Те постепенно растат напред и настрани и бавно се отделят от мозъчната заложба. Дръжките се удължават и се оформят като заложба на бъдещите очни нерви. Постепенно мехурчетата достигат предния ектодермален слой и се допират до него. Това е причината предната стена на всяко от мехурчетата да започне да се вгъва така, че от мехурче се превръща в двуслойна очна чашка. Ектодермалните клетки намиращи се срещу отвора на чашката се активират и усилено се делят. Постепенно образуват самостоятелно образувание наречено лещна плочка. Лещната плочка се вгъва към очната чашка и се превръща в лещно мехурче. Ръбът на очната чашка се оформя като пупиларен ръб, а лещното мехурче потъва навътре. Двата листа на очната чашка се доближават и допират плътно. Оформената очна заложба се вдлъбва в областта на чашката и по цялото протежение на дръжката.
От външния слой на очната чашка се образува пигментния слой на ретината, от вътрешния слой се образуват останалите слоеве на ретината, от лещното мехурче – лещата и от очната дръжка се развива очния нерв.
Мезенхимът, който се намира около заложбата на ретината се кръвоснабдява обилно и превръща в хориоидея. Ирисът се залага в предната сляпа част на ретината. Образуваният пупиларен ръб се разраства кръгово и образува зеницата. Склерата се развива от мезенхима обикалящ очната заложба. Основата на корнеята също се дава от мезенхима. Глиобластите образуващи се във вътрешния слой на ретината прорастват в празнината на очната чашка и дават заложбата на стъкловидното тяло.
Клепачите се залагат като гънки на ранната кожна заложба в тази област. Представени са от мезенхимна основа покрита от ектодермални клетки. Първоначално клепачните гънки са раздалечени, но постепенно се доближават и срастват. От повърхностната ектодерма се развиват епидермисът и заложбите на космите, тарзалните, мастните и потните жлези на клепачите. Слъзната жлеза се залага от ектодермата на конюнктивната заложба. Първоначално се развиват като епителни върви, които по-късно се канализират.